# ميشيل ماتيو
ميشيل ماتيو هو أستاذ مدرسة وقاضي وسياسي كندي، ولد في 20 ديسمبر 1838 في سوريل-تريسي في كندا، وتوفي في 30 يوليو 1916 في مونتريال في كندا. حزبياً، نشط في حزب كندا المحافظ. وقد انتخب عمدة وانتخب عضو الجمعية الوطنية في كيبك ‏ وانتخب عضو مجلس العموم الكندي.